# Heze Shenhui
Heze Shenhui (chiń. 荷澤神會, pinyin Hézé Shénhuì; kor. 하택신회 Hat’aek Sinhwe; jap. Kataku Jinne; wiet. Hà Trạch Thần Hội; ur. 684, zm. 758) – chiński mistrz chan, założyciel szkoły heze, który zmienił kierunek rozwoju chanu.

## Życiorys
Urodził się w Xiangyangu w prowincji Hubei w rodzinie Gao (高). W młodości był taoistycznym uczonym, studiował teksty Zhuangzi i Laozi oraz chińską klasykę. Jednak później, być może w wieku 14 lat, stał się buddystą, wiele podróżował po Chinach i w końcu przyjął ordynację mnisią u mistrza Dharmy Haoyuana w klasztorze Guochang w Xiangyang. Jego biografia w Song gaoseng zhuan (Biografie wybitnych mnichów [dynastii] Song) podaje informację, że odkrył buddyzm podczas czytania Hou Hanshu (Księgi Późnej [Dynastii] Han).
Natomiast Guifeng Zongmi i Jingde chuandeng lu podają, że Shenhui najpierw przybył do Caoqi (Caoxi) aby praktykować w klasztorze Baolin Huinenga w wieku 14 lat. Napis na niedawno odkrytej steli podaje datę na 697 r. Nie wiadomo jak długo przebywał u mistrza, ale w 704 r. przyjął w Chang’anie pełną ordynację mnisią. Prawdopodobnie praktykował wtedy u kilku mistrzów chan na północy. Zongmi podaje informację, że Shenhui praktykował trzy lata u mistrza Shenxiu (606–706), założyciela szkoły północnej. Następnie w latach 707–709 powrócił do Huinenga i praktykował u niego do samej śmierci mistrza w 713 r. Był wyróżniającym się uczniem i otrzymał przekaz Dharmy. Nie wiadomo co robił w latach 713–720. Ogólnie Song gaoseng chuan podaje, że wiele podróżował po słynnych miejscach Chin. W 720 r. osiadł w klasztorze Longxing w Nanyang, na północ od jego rodzinnego miasta. Według tej biografii zaczął się stawać znany, nawet w rejonie Luoyangu, chociaż wciąż szkoła północna chanu pod przewodnictwem mistrza Puji (651–739) miała zdecydowaną przewagę. W latach 730–732 Shenhui prowadził serię wykładów dla ludzi świeckich i mnichów, w których otwarcie atakował nauki i religijną genealogię mistrza Puji i Xiangmo Zanga ze szkoły północnej. Chodziło o brak przekazu szaty i misek założycielowi szkoły przez Piątego Patriarchę, które otrzymał Huineng. W końcu osiadł w Huatai na północnym wschodzie od Luoyangu.
Był charyzmatycznym nauczycielem, który łatwo inspirował uczniów.
15 stycznia 732 r. w czasie wielkiego zgromadzenia w klasztorze Dayun w Huatai (prow. Hunan) wszedł na podwyższenie i w historycznej chwili ogłosił, że wielka organizacja chan w Chinach, zależna była do tej pory od Shenxiu, fałszywego Szóstego Patriarchy. Odtąd Heze poświęcił się propagandowym działaniom wspierającym południową szkołę nagłego oświecenia Huinenga. Szczególnie aktywnie działał w latach 732–745, podróżując po całych Chinach i propagując nauki szkoły południowej wszędzie tam, gdzie do tej pory znany był tylko chan szkoły północnej. Główny atak na szkołę północną przeprowadził w 734 z okazji konferencji w klasztorze Wielkiej Chmury w Huatai. Wiadomo także, iż na jego wystąpieniach bywali mistrzowie Dharmy z klasztorów Fuxian i Heze, co może świadczyć o jego wcześniejszych z nimi kontaktach.
W 745 r. mistrz Heze został zaproszony do Luoyangu i został mistrzem klasztoru Heze, od którego wzięła nazwę jego szkoła chan. Opublikował teksty: Xianzong ji (Księga ukazania Prawdy) i Putidamo nanzong ding shifei lun (Traktat o wyjaśnieniu prawdy i nieprawdy [z szacunku dla] południowej szkoły Bodhidharmy). Odbyła się również publiczna dyskusja między Heze i obrońcą szkoły północnej Chongyuanem. Właściwie to dopiero od jego zamieszkania w Luoyangu jego poglądy stały się bardziej znane i zaczęto rozróżniać. Dzięki jego wysiłkom nagłe oświecenie stało się w szkole chan ortodoksją i jest to tak charakterystyczny aspekt chanu, że różni go to od wszystkich innych tradycji buddyjskich.
Jak wynika z jego Różnorakich dialogów, które zawierają rozmowy z mnichami i ludźmi świeckimi (głównie z okresu pobytu w Nanyang), walka ze szkołą północną i propagowanie szkoły południowej nie były jego jedynymi zainteresowaniami. Z niektórych przekazów wynika także, iż pracował nad biografią najbardziej tajemniczego z Sześciu Patriarchów – Trzeciego Patriarchy Sengcana.
Około 753 r. cesarz Xuanzong na skutek intryg Luyi, zwolennika północnej szkoły chan i równocześnie cesarskiego cenzora, zesłał mistrza Heze na wygnanie na dalekie południe Chin. Zongmi twierdzi jednak, że atakowani przez Hezego mistrzowie szkoły północnej nie zaaprobowali tego zesłania, co dobrze świadczy o ich umiejętności wzniesienia się ponad podziały. Wszelkie informacje o tym zesłaniu wykazują, że nie było ono dotkliwe. Po rozmowie z cesarzem został wysłany najpierw do Yiyangu w Jiangxi, a potem do Wutangu (Jinxian, Hubei). W tym samym czasie w Wutangu przebywał mistrz chan Nanyang Huizhong (675–775). Jak sugeruje John McRae, obaj mistrzowie spotkali się i późniejsza działalność Nayanga była kontynuacją działalności Hezego. W 754 r. został cesarskim edyktem przeniesiony do Xianyangu. Siódmego miesiąca tego roku nakazano mu zamieszkać w słynnym klasztorze Kaiyuan w Jingzhou, który był najważniejszym centrem buddyjskim w południowo-środkowych Chinach. Badacz ten traktuje także owo „zesłanie” mistrza jako „sponsorowaną przez cesarza podróż z wykładami”. Dopiero po politycznym przewrocie, jakim była rebelia An Lushana 安祿山 (zginął w jej trakcie Luyi, prześladowca Hezego), Heze wrócił po 757 r. i odbudował zniszczony klasztor. Z powodu zebrania przez mistrza olbrzymich sum, mistrz został zaproszony do pałacu cesarskiego po powrocie do Chang’anu cesarza Suzonga (pan. 756–762). Ponieważ po rebelii skarbiec rządowy był pusty, postanowiono ordynować mnichów za odpowiednią opłatą. Heze włączył się w proces ordynowania nowych mnichów oraz zaangażował się także w zbiórkę pieniędzy dla nowego rządu i przyszłego cesarza Dazonga (pan. 762–779).
Dzięki jego dalszym staraniom, Huineng został wówczas oficjalnie uznany za Szóstego Patriarchę.
Zmarł podczas medytacji w nocy trzynastego dnia piątego miesiąca 758 r. w klasztorze Kaiyuan. Najpierw poprosił uczniów o pytania dotyczące Dharmy, następnie wygłosił pochwałę „tej jednej nieuwarunkowanej (czyli niedziałającej) dharmy” (chin. wuwei yi fa).
Zongmi twierdzi, że w 759 r. wzniesiono mistrzowi w Longmen stupę i w 763 r. miejsce, gdzie ją zbudowano nazwano Baoying si. Jednak Song gaoseng zhuan sugeruje, że w 763 r. stupa została przeniesiona do klasztoru Baoying w Luoyangu. W 765 r. stupa w Longmen została odbudowana i zaopatrzona w niedawno odkrytą stelę. Stela ta odnosi się do mistrza jako „Siódmego Patriarchy i Narodowego Nauczyciela” (chin. guoshi). W 770 r. gmach klasztorny otrzymał nazwę „zhenzong boruo chuanfa jitang” (Gmach przekazu Dharmy Prawdziwej Szkoły Pradźni), a w 772 stupa mistrza otrzymała nazwę „Boruo dashi jita” (Stupa Wielkiego Mistrza Pradźni).
Według Zongmiego w 796 r. cesarz Dezong zwołał zgromadzenie mistrzów chan, na którym Heze Shenhui został formalnie zatwierdzony jako Siódmy Patriarcha.

## Nauki
O jego rozwoju religijnym wiadomo bardzo niewiele. Można wskazać na nauki Huinenga i uważać, że poglądy Hezego były takie same, jednak o naukach historycznego Huinenga nie wiadomo niczego, bowiem prawdziwą jego postać przesłonił legendarny Huineng z hagiografii Sutry ołtarzowej (chin. Liuzu tanjing). Zongmi wykazuje, że Heze uległ wpływom także i innych mistrzów chan poza samym Huinengiem. Problemem jest także jego ponad dwudziestoletnie wyczekiwanie po śmierci Szóstego Patriarchy w 713 r. na rozpoczęcie propagowania jego nauk i walkę przeciwko szkole północnej. Wiadomo, że Heze wędrował wówczas po ważnych centrach buddyjskich w różnych częściach Chin. Utrudnia także sprawę brak nawet jednego cytatu z nauczania Huinenga w jego pracach. Trzeba założyć więc, że jego poglądy rozwijały się stopniowo zarówno na północy, jak i w czasie praktyki u Szóstego Patriarchy, oraz w okresie po jego śmierci. Należy tu podkreślić, że na początku praktyki Hezego, nie było właściwie alternatywy i chan był całkowicie reprezentowany przez szkołę północną. Wszelkie dostępne źródła przekazują informacje o niewielkich niuansach w naukach mistrzów tego okresu. To małe zróżnicowanie i pewien amorfizm ówczesnego chanu był zresztą krytykowany nie tylko przez Hezego. W Chuan fabao ji (Zapiski z przekazu Skarbu Dharmy) znajdujemy (obok Hezego krytykującego Pujiego) krytykę Hongrena, Shenxiu i Puji, za popularyzowanie chanu wśród rzecz ludzi niebędących w stanie zrozumieć jego głębszego znaczenia. Była to krytyka z pozycji wysublimowanej elity, bowiem np. Heze posunął się najdalej w uproszczeniu nauk chan dla masowej publiczności. Atak Hezego wynikał jednak z zupełnie innych przesłanek.
Ze wszystkich tekstów, w których istnieje Heze, można wywnioskować o jego bardzo serdecznych związkach ze szkołą północną, pojawia się obok takich mistrzów jak Shenxiu, Lao’an (Songyue Hui’an) (580–707). Co więcej, co najmniej trzech innych uczniów Huinenga także studiowało u różnych mistrzów szkoły północnej. Według Johna McRae, można nawet założyć, że to sam Shenxiu posłał swoich uczniów do Huinenga, gdy został wezwany przez cesarza do spełniania swoich obowiązków w pałacu. Wskazuje to także na to, że nauki Huinenga i Shenxiu wcale nie różniły się od siebie.
Co było przyczyną ataku Hezego na szkołę północną pozostaje do dziś niejasne. Sam John McRae zdaje się wskazywać, że tym katalizatorem mogła być linia genealogiczna przekazu Dharmy i to nie Huinenga, ale mistrza Lao’ana, który był co prawda mistrzem szkoły północnej, jednak bardzo mocno związanym z Huinengiem i Hezem. W dodatku nie był on uczniem tylko Piątego Patriarchy Hongrena, ale jeszcze Czwartego Patriarchy Daoxina. Ponieważ żył 128 lat przeżył nawet mistrza Shenxiu. Panowała wówczas tendencja do przewodzenia ruchowi przez jednego wiodącego mistrza, więc między Lao’anem a Shenxiu dochodziło do współzawodnictwa. Poglądy Hezego, zwłaszcza w tekstach wcześniejszych także wykazują, że podzielał idee szkoły północnej, chociaż być może jego idee zostały po prostu inkorporowane w jasny przekaz idei szkoły północnej. Jednak w późniejszych tekstach bezsprzecznie autorstwa Hezego występuje jedna podstawowa i narzucające się idea – nagłego oświecenia. Nawet jeśli czasem nie używa terminu „dun” określającego „nagłość”, „natychmiastowość” – jak w swoim tekście Tanyu (Mowa ołtarzowa) – to i tak wyrażenie tej idei pozostaje wyraźnie podkreślone. Nawet sam tekst tej pracy jest tak skomponowany, aby wytworzył u słuchacza stan bodhićitty – myśli czy też umysłu oświecenia. W pracy tej Heze podkreśla olbrzymią rolę bodhićitty, nie zajmując się w ogóle problemem praktyki po pierwszym wygenerowaniu bodhićitty:
| Chociaż bodhicitta i ostateczne [urzeczywistnienie] się nie różnią i jest trudno powiedzieć, który z tych [stanów] umysłu jest ważniejszy: z wciąż niezbawionym samym sobą, aby najpierw zbawić innych – czcimy wstępne [osiągnięcie] bodhicitty. Dzięki tej wstępnej bodhicitcie ktoś staje się nauczycielem ludzi i bogów, nadrzędnym nad słuchaczami i samotnymi Buddami |

Heze tylko raz czyni krótką aluzję, co do związku tego pierwszego oświecenia z następującą po nim praktyką. Mianowicie uważa, iż jest to podobne do naszych nagłych narodzin, po których następuje stopniowe dojrzewanie. Propagował zatem styl „nagłe oświecenie – stopniowa praktyka”.
Z jednego punktu widzenia propagowanie nagłego oświecenia wpisuje się w tradycję szkoły północnej, której mistrzowie uważali za misję przedstawianie swojej interpretacji buddyzmu czytelnikom, o czym świadczą takie teksty jak np. Xiuxin yao lun Hongrena czy Guanxin lun Shenxiu. Teksty te miały za zadanie zachęcenie czytelników do porzucenia sformalizowanej praktyki opartej na idei „religijnych zasług” i natychmiastowe zwrócenie się do praktyki medytacji i poszukiwania oświecenia w tym życiu.
Z drugiej strony, to podkreślenie nagłego oświecenia świadczy o jakościowej zmianie stanowiska zawartego w tekstach szkoły północnej. I nie chodzi tu tylko o propagowanie nagłego oświecenia, ale o metodę przyjętą przez Hezego. Mistrz wybrał bowiem bezpośredni przekaz z podwyższenia ordynacyjnego podczas wykładów dla zgromadzonych ludzi. Jego mowy były konstruowane w ten sposób, aby doprowadzić słuchaczy do oświecenia. Dlatego też stosunkowo mało zajmował się problemem praktyki po oświeceniu. Spowodowało to następujący komentarz ze strony Hu Shi: Nowy chan, który odrzuca sam chan i zatem nie jest w ogóle chanem. Jego brak zainteresowania praktyką medytacji i brak zrozumienia dla pewnego rodzaju wrażliwości koniecznej do duchowej praktyki był zapewne jedną z przyczyn, że zaatakował doktrynę szkoły północnej stałej praktyki sprowadzając ją do stopniowości. Co więcej Heze podkreślał równą wartość trzech nauk, czyli moralności, medytacji i mądrości ponieważ to podcinało długotrwałą praktykę medytacyjną, a zatem uderzyło w cały monastyczny system praktyki i rozwoju duchowego. Te jego poglądy przyczyniły się do zmniejszenia obciążeń wynikających z faktu bycia buddyjskim mnichem i usunęły różnice pomiędzy mnichami a laikatem. To z kolei umożliwiło wprowadzenie chanu do życia świeckich buddystów i było kluczowe dla przyszłej popularności chanu.

## Dzieła
- Xiangzongji (显宗记 Rozprawy o przejawianiu się nauki)
- Shenhui heshang yiji (Zebrane mowy Shenhui)

## Linia przekazu Dharmy zen
Pierwsza liczba oznacza liczbę pokoleń mistrzów od 1 Patriarchy indyjskiego Mahakaśjapy.
Druga liczba oznacza liczbę pokoleń od 28/1 Bodhidharmy, 28 Patriarchy Indii i 1 Patriarchy Chin.
- 33/6. Huineng (638–713) Południowa szkoła nagłego oświecenia
  - 34/7. Heze Shenhui (670–762) Szkoła heze
    - 35/8. Weizhou Ji
    - 35/8. Jingzhou Huijue
    - 35/8. Taiyuan Guangyao
    - 35/8. Fuzhou Lang
    - 35/8. Xiangzhou Jiyun
    - 35/8. Dayuan
    - 35/8. Moheyan
    - 35/8. Jingzhu Puping
    - 35/8. Heyang Huaikong
    - 35/8. Jingzhou Yan
    - 35/8. Fucha Wuming autor Komentarza do Huayan
    - 35/8. Hengguan
    - 35/8. Luzhou Hongji
    - 35/8. Xiangzhou Fayi
    - 35/8. Fahai
    - 35/8. Xiazhou Jingzong
    - 35/8. Fengxiang Jietuo
    - 35/8. Huijian
    - 35/8. Huanglong Weizhong (705–782)
    - 35/8. Xiangzhou Zizhou (bd)
    - 35/8. Wutai Wuming (722–793)
    - 35/8. Cizhou Faru (723–811) (Zhiru)
      - 36/9. Yizhou Nanyin (bd) (Jingnan Weizhong)
        - 37/10. Shenzhao (Zhaogong)
        - 37/10. Yizhou Ruyi
        - 37/10. Jianyuan Xuanya
        - 37/10. Suizhou Daoyuan (bd)
          - 38/11. Guifeng Zongmi (780–841)
            - 39/12. Chuanao